# ان فاوستو ستيرلينغ
آن فاوستو-ستيرلنغ (نيه ستيرلينغ، من مواليد 30 يوليو 1944) هي أستاذة نانسي ديوك لويس لعلم الأحياء والدراسات الجنسانية في جامعة براون. تشارك بنشاط في مجال علم الجنس وقد كتبت على نطاق واسع عن بيولوجيا الجنس، والهوية الجنسية، والهوية الجنسانية، وأدوار الجنسين، وفيما بين الجنسين.

## الحياة والحياة المهنية
حصلت فاوستو-ستيرلينغ على درجة البكالوريوس في علم الحيوان من جامعة ويسكونسن في عام 1965 والدكتوراه في علم الوراثة التنموية من جامعة براون في عام 1970. وقد درست في براون منذ حصولها على درجة الدكتوراه وهي أستاذة نانسي ديوك لويس لعلم الأحياء والدراسات الجنسانية في قسم البيولوجيا الجزيئية والخلية والكيمياء الحيوية هناك.
وقد ألفت كتابين مخصصين للجمهور العام. وقد نشرت الطبعة الثانية من أول هذه الكتب، «أساطير الجنسين»، في عام 1992.
كتابها الثاني لعامة الناس هو جنسانية الجسم: السياسة الجنسانية وبناء الحياة الجنسية، نشرت في عام 2000. وقالت إنها في ذلك يحدد «إقناع القراء بالحاجة إلى النظريات التي تسمح قدرا كبيرا من الاختلاف البشري التي تدمج القوى التحليلية من البيولوجية والاجتماعية في التحليل المنهجي للتنمية البشرية.»
في ورقة بعنوان «الجنسين الخمسة»، التي، وفقا لها، «كنت أنوي أن تكون استفزازية، ولكن كنت قد كتبت أيضا مع اللسان بحزم في الخد». وضع فاوستو-ستيرلينغ تجربة فكرية مع الأخذ في الاعتبار نموذجًا بديلًا للجنسين يحتوي على خمسة أجناس: ذكر، أنثى، ميرم، فرم، وهرم. وقد فسر البعض هذه التجربة الفكرية على أنها اقتراح جدي أو حتى نظرية؛ وذكر المدافعون عن الجنسين أن هذه النظرية كانت خاطئة ومربكة وغير مفيدة لمصالح الجنسين. وفي ورقة لاحقة («الجنسين الخمسة، أعيد النظر فيها»)، اعترفت بهذه الاعتراضات.
يعمل فاوستو-ستيرلينغ في هيئة تحرير مجلة آفاق في علم الأحياء والطب وفي المجلس الاستشاري للمجلة الأكاديمية النسوية ".
فاوستو ستيرلينغ متزوج من بولا فوغل، أستاذة جامعة ييل وكاتبة مسرحية حائزة على جائزة بوليتزر. كانت والدة فاوستو ستيرلينغ، دوروثي ستيرلنغ، كاتبة ومؤرخة مُلاحظة، بينما كان والدها كاتبًا منشورًا أيضًا.

## دراسات حالة

### طبيعيه
«من الجنس والأعضاء التناسلية» هو الفصل الثالث من الجنس الجسم من قبل فاوستو ستيرلينغ. يبدأ الفصل بوصف دراسة حالة فقر الدم المنجلي، بما في ذلك الهيموجلوبين وخطر وجود تبلور الهيموجلوبين، مما يؤدي إلى ألم شديد وشلل محتمل في أوقات الإجهاد. وينتهي المحاضرة حول فقر الدم المنجلي باستنتاجين بسيطين: الأول هو أن تغيير طفيف في تسلسل الحمض النووي سيترك تغييرات رئيسية في الحمض النووي بشكل عام؛ الأول هو أن تغيير طفيف في تسلسل الحمض النووي سيترك تغييرات كبيرة في الحمض النووي على العموم؛ الأول هو أن تغيير طفيف في تسلسل الحمض النووي سيترك تغييرات كبيرة في الحمض النووي على العموم؛ الأول هو أن تغيير طفيف في تسلسل الحمض النووي سيترك تغييرات كبيرة في الحمض النووي على العموم؛ الأول هو أن تغيير طفيف في تسلسل الحمض النووي سيترك تغييرات كبيرة في الحمض النووي على العموم؛ الأول هو أن تغيير طفيف والثاني هو أن الصفات والعيوب لا يمكن التنبؤ بها بسهولة. وتمضي بيانات فاوستو-ستيرلنغ في القول بأن الجينات وحدها لا تقرر الأنماط الظاهرية؛ بل إن الجينات وحدها لا تقرر الأنماط الظاهرية؛ بل إنها لا تحدد الأنماط الظاهرية. يتم تحديد الأنماط الظاهرية بدلا من ذلك من قبل التاريخ البيئي والتنموي للشخص، بالإضافة إلى هباتهم الوراثية الكلية. وفي نفس الصدد، فإن السلوك لا يقرره فقط علم الوراثة. وغني عن البيانات إلى القول أنه في حين أن عدد الأعصاب يتقرر في النصف السابق من الحمل، فإن الترابط الخلوي يستمر في التكاثر والنمو طوال السنوات الأربع الأولى من الحياة. بالإضافة إلى ذلك، يتم تشكيل العقل والمزاج للشخص البالغ من خلال البيئة التي نشأ فيها. وشملت العوامل، واللياقة البدنية والتغذية، والعلاقات الشخصية مع أشخاص آخرين. ومن خلال هذه الدراسات والأعمال التحليلية، تم وضع النظريات الأربعة التالية للتنمية بين الجنسين، وهي نظريات حاسمة بيولوجية، وتحليل نفسي، وتعليم اجتماعي، وتنمية إدراكية.

### نظرية تنمية جنسانية
بعد ملخص للسوابق، فاوستو ستيرلينغ يظهر نقاطها على نظريات التنمية بين الجنسين من خلال الإشارة إلى كيفية XY و XX الكروموسومات البقاء متطابقة حتى الأسبوع السادس من التنمية في الرحم. خلال هذه الأسابيع الستة، الجنين XY/XX تطوير الرناد غير مبال، وهي طبقة إضافية التي لا تتأثر جنين الكروموسوم بسبب التشابه لا يمكن أن ينم لها في ذلك الوقت. هذه العملية الخارجية تتطور بطريقة مماثلة لمختلف الأعضاء التناسلية للذكور والإناث التي تتطور في وقت لاحق داخل الجسم. بحلول نهاية الشهر الأول ونصف، جميع الأجنة قد تطورت، بغض النظر عن الجنس. بالإضافة إلى ذلك، فإن الكروموسومات داخل الخلايا قد وضعت مجموعات مختلفة من القنوات الميسونفيرك التي هي غير مبالية للجنس. مجموعة من القنوات في نهاية المطاف يصبح الجهاز التناسلي المذكورة أعلاه على أساس جنس الجنين. مرة واحدة كروموسوم Y في الجنين XY مشغلات، يتم تفصيل عملية واسعة وطويلة على تطور الأجنة الذكور. على العكس من ذلك، أقل بكثير هو معروف على تطوير أجنية XX. ما هو معروف عن الإناث XX هو أن الأجنة تنتج تقريبا نفس الكمية من هرمون الاستروجين بالمقارنة مع إنتاج هرمون تستوستيرون في XY ذكر. في وقت لاحق أسفل خط نمو الجنين، والأعضاء التناسلية متطابقة أصلا من نوعين من الجنين سوف تفرق في الأسبوع الثامن. في بعض الحالات سوف يبدأ الجنين XY في البداية لتطوير الأعضاء التناسلية الأنثوية بدلا من القضيب الذكري وكيس الصفن بسبب نقص في الديهدروتستوسترون. بعد تفصيل آراء جون موني وجوليان إمبيراتو-ماكغويني على الهوية الجندرية، يختتم فاوستو-ستيرلينغ بالتأثيرات الثلاثة التي تؤثر على الجنس – المعلومات التنظيمية الوراثية، والتدخل من خارج الرحم، و «الاختلاف في فرص» في التنمية – ونقطتين على التنمية الجنسية.

### نموذج قياسي
الجنس والجنس هما توصيفان منفصلان للأشخاص، ويوجد نموذج موحد لكل من الجنسين ونوع الجنس. البيولوجيا تميز الجنس عن طريق التعدد. وبعبارة أخرى، الناس إما ذكورا أو أنثى ولا شيء بينهما. الإجراءات الجراحية ضمان أن يتم تعيين الناس إلى واحد من الجنسين مقبولة. ونوع الجنس، المنفصل عن الجنس، هو أمر تقوم عليه الثقافة اجتماعياً. يحدد الناس تعريف نوع الجنس من خلال تحديد الأدوار لكل جنس. فعلى سبيل المثال، يُتوقع من الذكور أن يعملوا عموماً، ويُتوقع من النساء البقاء في المنزل ورعاية أسرهن. [الحاجة إلى الاستشهاد] ومن خلال إسناد دور محدد إلى الجنس، أنشأنا نموذجاً معيارياً لما يعنيه أن تكون ذكراً أو أنثى. في جوهره، يتميز النموذج القياسي بالرجولة والأنوثة ويفصل بين الطبيعة ورعاية.
في الفصل الثالث من الجنس الجسم، "من الجنس والأعضاء التناسلية"، Fausto - الجنيه الاسترليني ينتقد النموذج القياسي والطريقة التي يؤثر على تلك لا الذكور ولا الإناث. وتوضح أن الأطباء يكلفون الرضع جراحياً ذكراً أو أنثى عندما لا يولدون بالأعضاء التناسلية "العادية". يعتقد فاوستو-ستيرلينغ أنه كلما كبر الأطفال ويصبحون إما أكثر ذكورية أو أنثوية "يرعون الأمور أكثر بكثير من الطبيعة" لأنه يؤثر على ميول الطفل نحو أن يصبح غير مغاير أو جنسي. عندما درس الأطباء طيف الجنسين، انتقد فاوستو-ستيرلينغ أنهم "لم يشككوا أبداً في الافتراضات الأساسية القائلة بوجود جنسين فقط، لأن هدفهم في دراسة الجنس الآخر هو معرفة المزيد عن التطور الطبيعي". يظهر ال [أطبو]' دافع للبحوث من [بينثين] أنّ هم يعزّز النموذج معياريّة لممارسة الجنس ولايوافقون أن يقبل الحقيقة أنّ هناك تنوعات مختلفة جنس. يعتقد فاوستو-ستيرلينغ بقوة أن الأطباء غير أخلاقيين من حيث أنهم لا يسمحون بتنوع الجنس ويقومون على الفور بتعيين جنس في غضون ساعات قليلة من ش لأنه لا توجد طريقة لإخبار ما إذا كان الرضيع سيكتفي بنوع جنسه المعين. وعلاوة على ذلك، "أيا كان العلاج الذي يختارونه... الأطباء... تقرر كيفية إدارة قانون التشابك الجنسي من... المعتقدات الراسخة حول النشاط الجنسي للذكور والإناث [و] أدوار الجنسين. فاوستو-ستيرلينغ يجادل بأن نتيجة إجراء جراحة تغيير الجنس على الرضع بين الجنسين "[يطور] لغة تعزز فكرة أن الكامنة داخل الطفل المختلط هو جسم حقيقي ذكر أو أنثى." وهي تدعي أن هذا غير مقبول لأن المجتمع يعتقد بشدة أن الذكور أو الإناث فقط يجب أن يتواجدوا، نافذة على طيف من الجنسين يغلق. بل أكثر من ذلك، أولئك الذين يولدون بين الجنسين يضطرون إلى العيش حياة غير سعيدة مليئة بالجراحة والتدقيق لأنها لا تناسب النموذج القياسي. من أجل تغيير النموذج القياسي، يقترح ستيرلينغ أن نتساءل، "هل يجب أن يكون هناك جنسان فقط؟"

### جنس الجسم
في الفصل الثالث من كتاب جنس الجسم، بعنوان «من الجنس والأعضاء التناسلية»، فاوستو- الاسترليني تفاصيل الجنس من جسم الإنسان. عندما يولد الطفل بين الجنسين لأول مرة، تسمى «حالة طوارئ طبية». يتم الاعتماد على جراحة تغيير نوع الجنس من أجل «حل المشكلة» لأن الجسم يجب أن يكون جنس معين. إذاً، فإن تحديد ما إذا كان ينبغي أن يطلق على الطفل صبياً أو فتاة، يستخدم تعريفات اجتماعية للمكونات الأساسية للجنس. يصف فاوستو-ستيرلينغ "Phall-o-metrics"، وهي تقنية القياس المستخدمة لتحديد القضيب المقبول طبيًا أو البظر. فاوستو ستيرلينغ يعني أن الجسم هو جنس وهذا الجنس يأتي من المعايير التي وضعت المجتمع على ما من المفترض أن شكل الذكور والإناث ويكون. وهذه التعاريف ثقافية في المقام الأول وليست بيولوجية.

## المنشورات

### الكتب
- Fausto-Sterling, Anne (1992). Myths of gender: biological theories about women and men. New York: Basic Books. ISBN:0-465-04792-0.
- {{استشهاد بكتاب}}: استشهاد فارغ! (مساعدة)
- Fausto-Sterling, Anne (2012). Sex/Gender: Biology in a Social World. New York: Routledge. ISBN:9780415881456.

### فصول الكتاب
- Fausto-Sterling, Anne (2014). "Nature". In C. R. Stimpson & G. Herdt (Eds), Critical Terms for the Study of Gender. University of Chicago Press. pp. 294–315. (ردمك 978-0226774817).[20]

## قراءات إضافية
- {{استشهاد بدورية محكمة}}: استشهاد فارغ! (مساعدة)

## روابط خارجية
- Anne Fausto-Sterling website
- Fausto-Sterling at Brown Research
- Brown University – faculty page
- The Five Sexes: Why Male and Female Are Not Enough
- Sexing the Body: How Biologists Construct Human Sexuality
- A Conversation with Anne Fausto-Sterling
- Anne Fausto-Sterling Papers - Pembroke Center Archives, Brown University